# Julio Vicuña Cifuentes
Julio Vicuña Cifuentes (La Serena, 1 de marzo de 1865 - Santiago, 16 de octubre de 1936), fue un escritor, filólogo y folclorista chileno. Junto con Ramón Laval Alvial y Rodolfo Lenz, se le considera como uno de los primeros folcloristas chilenos, indicándose que su obra ha entregado una amplia e importante presentación de bienes tradicionales, como base para buscar caminos de comprensión de la chilenidad; en este contexto, fue miembro fundador de la Sociedad del Folklore Chileno en 1909.
Como poeta en tanto, sus primeras publicaciones aparecen en el diario "Elquino" de Vicuña (Chile). Su obra en este ámbito, representa a las nuevas tendencias literarias chilenas de principios del siglo XX frente a la retirada del romanticismo y del modernismo esencial, teniendo una estética que entremezcla lo popular, lo masivo y lo ilustrado, utilizando parte los decires de la sabiduría pueblerina y la representación de las costumbres populares, presentando también temáticas amorosas con un tono melancólico, elegante y tranquilo.

## Biografía
Hijo de don Benjamín Vicuña del Solar, desde pequeño muestra un gran interés por la literatura y el folclor. Estudió derecho en la Universidad de Chile, donde forma parte del ambiente literario de "La Época" y del primer "Ateneo". Además, fue miembro no numerario de la Real Academia Española. Cultiva una estrecha amistad con Rubén Darío y publica sus primeros poemas en "La República" y en "Artes y Letras", las únicas revistas literarias editadas en la capital, Santiago. En el Certamen Varela de 1887, su colección "Rimas" mereció el elogio de jurado. Junto a Samuel Lillo, funda en 1889 el nuevo "Ateneo de Santiago" y en 1909 es unos de los miembros fundadores de la Sociedad de folklore chileno.

## Publicaciones
- "La muerte de Lautaro: ensayo trágico en un acto" (1898).
- "Contribución a la historia de la imprenta en Chile" (1903).
- "Coa, Jerga de los Delincuentes Chilenos: Estudio y Vocabulario" (1910).
- "Romances populares y vulgares recogidos de la tradición oral chilena" (1912).
- "Estudios de folclore chileno (1915)."
- "Mitos y Supersticiones recogidos de la tradición oral chilena con referencias comparativas a los otros países latinos" (1915).
- "Cosecha de Otoño" (1920), una de sus obras cumbres que posteriormente sería republicada en Madrid, España.
- "Estudios de métrica española" (1929).
- "Epítome de versificación castellana" (1929).
- "Prosas de otros días" (póstuma, 1939).